# جاناتان کوتزکه
جاناتان کوتزکه (انگلیسی: Jonatan Kotzke؛ زادهٔ ۱۸ مهٔ ۱۹۹۰) بازیکن فوتبال اهل آلمان است.
از باشگاه‌هایی که در آن بازی کرده‌است می‌توان به باشگاه فوتبال وی‌اف‌آر آلن، باشگاه فوتبال یان رگنسبورگ، باشگاه فوتبال مونیخ ۱۸۶۰، باشگاه فوتبال نورنبرگ، و باشگاه فوتبال وهن ویسبادن اشاره کرد.